# Una vampata di violenza
Una vampata di violenza è un film del 1966 diretto da Robert Enrico.
La pellicola ha per protagonisti Lino Ventura, Bourvil e Marie Dubois.

## Trama
Francia, nell'ambiente dei boscaioli sulla catena montuosa dei Vosgi. Laurent, personaggio dal passato poco chiaro, vuole vendicarsi di un torto subìto ad opera di un uomo al momento in prigione.
Quando sa che egli fa parte di un gruppo di detenuti che a scopo rieducativo saranno inviati al lavoro presso il taglialegna Hector Valentin, si fa assumere da questi ed attende l'occasione per ucciderlo. Ma l'uomo che lui cerca non arriva e le cose vanno diversamente.